# Operación Chavín de Huántar
La operación Chavín de Huántar (originalmente Nipón 96) fue una operación militar del Gobierno del Perú llevada a cabo en abril de 1997 por el Comando Chavín de Huántar para rescatar a los setenta y dos rehenes cautivos por el grupo armado terrorista Movimiento Revolucionario Túpac Amaru (MRTA), liderada por Néstor Cerpa Cartolini tras la captura de Víctor Polay Campos en 1992. La operación se dio en el contexto de la crisis de la residencia del embajador del Japón en el Perú y ha sido calificada como una de las operaciones de rescate más exitosas de la historia.

## La toma de la residencia del embajador japonés
A las 20:19 del 17 de diciembre de 1996, 14 miembros del grupo terrorista Movimiento Revolucionario Túpac Amaru tomaron la residencia del embajador del Japón en el Perú, Morihisa Aoki, cuando se celebraba el natalicio del emperador de Japón Akihito. Evento al que asistían quinientos invitados entre empresarios, diplomáticos, religiosos, militares y políticos. Los catorce terroristas ingresaron por la propiedad colindante que se encontraba vacía, dinamitaron la pared limítrofe avanzando al terreno de la residencia. Los asistentes en los jardines entraron en pánico y se refugiaron dentro de la residencia, los terroristas ingresaron armados y les comunicaron que eran rehenes. Con anterioridad, Néstor Cerpa Cartolini y Miguel Rincón Rincón, líderes del MRTA, habían planeado tomar por asalto el Congreso, pero la captura de Rincón detuvo los planes. Los terroristas participantes en el secuestro habían sido entrenados y seleccionados por exguerrilleros del Frente Farabundo Martí para la Liberación Nacional (FMLN) de El Salvador, eligiendo el nombre de "Oscar Torres Condezo" para el comando encargado de la operación de secuestro (Oscar Torres Condezo había sido un miembro del MRTA que murió en Colombia mientras luchaba en el Batallón América). La financiación para la operación se obtuvo tras el pago del rescate del empresario boliviano Samuel Doria, secuestrado por los emerretistas.
Los terroristas fueron liberando rehenes (mujeres, ancianos y empleados del evento) a petición del Comité Internacional de la Cruz Roja (CICR), que no tenían «peso político». No obstante, liberaron a Javier Diez Canseco (militante de partidos de izquierda) y a Alejandro Toledo, futuro presidente del Perú (2001-2006). 
Dentro del grupo de rehenes liberado por su condición de mujeres o ancianos, liberaron sin saberlo, a la madre del presidente Alberto Fujimori, y a razón del tipo de evento, esto ha de haber sido un error del grupo terrorista.[cita requerida] Después de haber liberado a los ciudadanos comunes y haber seleccionado a los de mayor «valor» para su operación, el grupo de rehenes se redujo a setenta y dos hombres. A cambio de su liberación, pedían que se pusieran en libertad a cuatrocientos miembros del MRTA que se encontraban encarcelados por delitos de terrorismo.
Entre las personalidades importantes que permanecieron bajo secuestro, se encontraba el canciller Francisco Tudela, el ministro de Agricultura Rodolfo Muñante, Francisco Sagasti, varios congresistas, miembros de la Corte Suprema y diplomáticos extranjeros, empezando por el embajador japonés Morihisa Aoki y sus colegas de Alemania, Canadá, Bolivia, Venezuela, Argentina, Brasil, Uruguay, Cuba y otros, así como el director de AID, un funcionario de la DEA, entre otros. También se encontraban cautivos oficiales de policía, entre ellos los generales Máximo Rivera, director de la Dincote, y Carlos Domínguez, exdirector de ese organismo, el coronel Marco Miyashiro, adscrito a la Sunat, y José Matayoshi, director de Migraciones.
Durante el tiempo que duró la crisis, el Perú fue el centro de la atención del mundo entero. Periodistas de todo el planeta acamparon en las afueras de la residencia durante cuatro meses. Algunos corresponsales internacionales arrendaron departamentos en edificios aledaños para emitir sus despachos.

## Planificación del asalto a la residencia

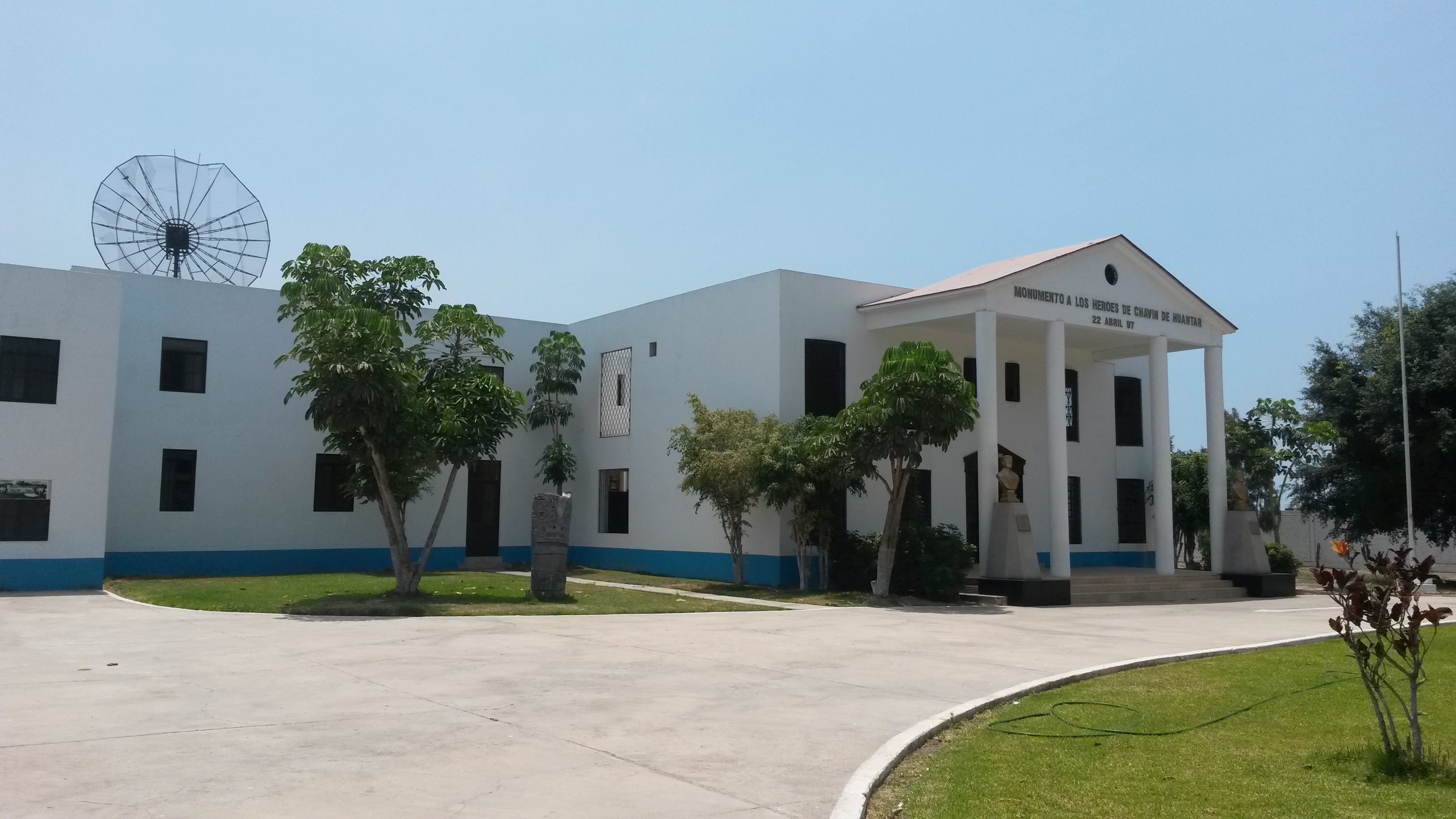
Réplica de la residencia del embajador de Japón en Lima, construida para el entrenamiento de las fuerzas especiales que la recuperaron.

Durante la crisis, que se prolongó hasta abril del año 1997, el Gobierno no podía arriesgarse a efectuar en lo inmediato un movimiento militar que pudiera poner en riesgo la vida de los secuestrados por las presiones nacionales e internacionales. Durante los 126 días que duró la toma de la residencia, el Gobierno mostró una apertura para negociar. El entonces ministro de Educación, Domingo Palermo Cabrejos, fue nombrado negociador durante la crisis y actuó en busca de una salida pacífica, visitando a los rehenes y negociando con su líder Néstor Cerpa Cartolini. El entonces arzobispo de Ayacucho, Juan Luis Cipriani Thorne, fue parte de la comisión negociadora y administraba los sacramentos a terroristas y rehenes.
Sin embargo, en forma paralela a las conversaciones, se fue entrenando a una fuerza de operaciones especiales conformada por elementos del Ejército y de la Unidad Especial de Combate (UEC) de la Fuerza de Infantería de Marina de la Marina de Guerra del Perú (IMAP), la misma que debería estar lista para intervenir en caso se tuviera que optar por una solución militar. El entrenamiento de esta unidad se produjo en una réplica de la residencia construida en las instalaciones de la Escuela Militar de Chorrillos a la cual se accedía mediante túneles subterráneos, tal y como se había previsto ocurriría en el escenario real. 
De hecho, para dicho efecto, el Gobierno peruano ya había reclutado en secreto un importante número de mineros a quienes puso a construir estos laberintos con múltiples salidas al interior de la residencia. Durante la planificación de la operación se comentó que los túneles tenían una similitud a los templos de una ancestral cultura peruana preinca conocida como Chavín de Huantar, los cuales fueron realizados bajo tierra y estaban compuestos de diferentes accesos y pasillos subterráneos.
Durante las mañanas, el Ejército propalaba marchas militares con megáfonos en los alrededores de la casa. Los medios de comunicación especularon que era una maniobra para bajar la moral de los terroristas. El estruendo de las marchas militares alteró los nervios de quienes permanecían en la residencia de la Embajada del Japón. Sin embargo, el verdadero motivo de estas maniobras era evacuar la tierra extraída durante la noche por medio de camiones que salían de una casa ubicada en la calle posterior de la residencia.

## El asalto
El 22 de abril de 1997, después de varios fracasos en la negociación y ante la perspectiva de que por este motivo los secuestradores empiecen a negar la atención médica a los rehenes, el Gobierno toma la decisión de enviar al Comando Chavín de Huántar. Tras comprobar que los terroristas estaban distraídos por medio de cámaras de video introducidas de forma secreta desde los túneles y micrófonos introducidos por personal militar de sanidad por medio de los cuales se comunicaban algunos rehenes de rango militar, se decide iniciar la operación. A las 15:23 una fuerte explosión dio inicio a la operación, con la voladura del piso del salón principal, en donde un grupo de terroristas jugaba futsal. 148 comandos irrumpieron por ese y otros accesos disparando sus ametralladoras.
Todos los terroristas fueron abatidos. Uno de los rehenes, el magistrado Carlos Ernesto Giusti Acuña, quien resultó con una herida en el muslo que le afectó la vena femoral y murió a consecuencia de un ataque cardiaco luego de ser evacuado; fue el único rehén muerto en la acción. Dos comandos también murieron, uno de ellos, según algunos testimonios, protegió al canciller Francisco Tudela mientras este escapaba por la azotea; los comandos que murieron fueron el teniente coronel Juan Alfonso Valer Sandoval (quien murió al proteger con su cuerpo al canciller Francisco Tudela) y el capitán Raúl Gustavo Jiménez Chávez. (quien murió víctima de una granada que estalló cuando trataba de ayudar a un compañero herido durante la Operación Chavín de Huántar).

## Miembros del MRTA abatidos

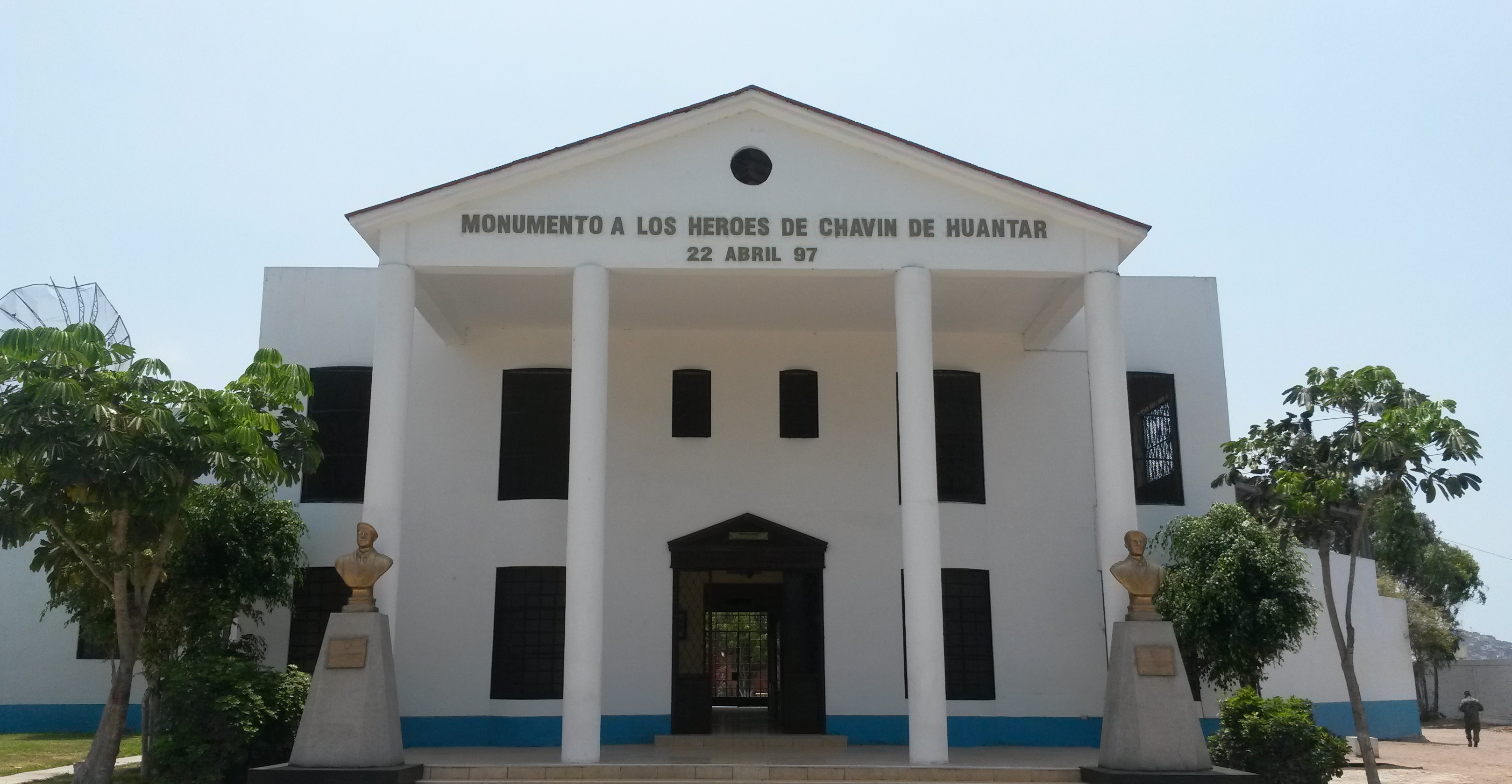
Réplica de la residencia actualmente convertida en monumento a los héroes de la operación Chavín de Huántar.

- Néstor Cerpa Cartolini, Camarada Evaristo
- Roli Rojas Fernández, Camarada Árabe
- Eduardo Nicolás Cruz Sánchez, Camarada Tito
- Luz Dina Villoslada Rodríguez, Camarada Gringa
- Alejandro Huamaní Contreras
- Adolfo Trigoso Torres
- Víctor Luber Luis Cáceres Taboada
- Iván Meza Espíritu
- Artemio Shigari Rosque, Camarada Álex o Camarada Coné
- Herma Luz Meléndez Cueva, Camarada Cynthia
- Bosco Honorato Salas Huamán
- Salomón Víctor Peceros Pedraza
- Edgar Huamaní Cabrera
- Un terrorista que hasta hoy no ha sido identificado.[18]

## Armamento

### Comandos
- Casco de combate de acero y fibra de vidrio
- Máscara antigás
- Fusil de asalto Galil
- Subfusil mini-Uzi
- Anteojos de protección Uvex
- Subfusil FN P90
- Subfusil HK MP5 de 9 mm
- Chaleco antimetralla fabricado con fibras de kevlar y de diseño flexible
- Pistola Beretta 92 de 9 mm
- Uniforme camuflado

### Terroristas
- 6 fusiles de asalto AKM
- 4 subfusiles Uzi
- Radios Motorola
- Revólver Smith Wesson
- Pistola semiautomática Browning GP-35
- Granadas fumígenas
- Granadas de mano
- Lanzacohetes RPG-7
- Subfusil MP18
- Subfusil Thompson
- Subfusil Sten
- Máscara antigás
- Chaleco antibalas

## Reconocimientos

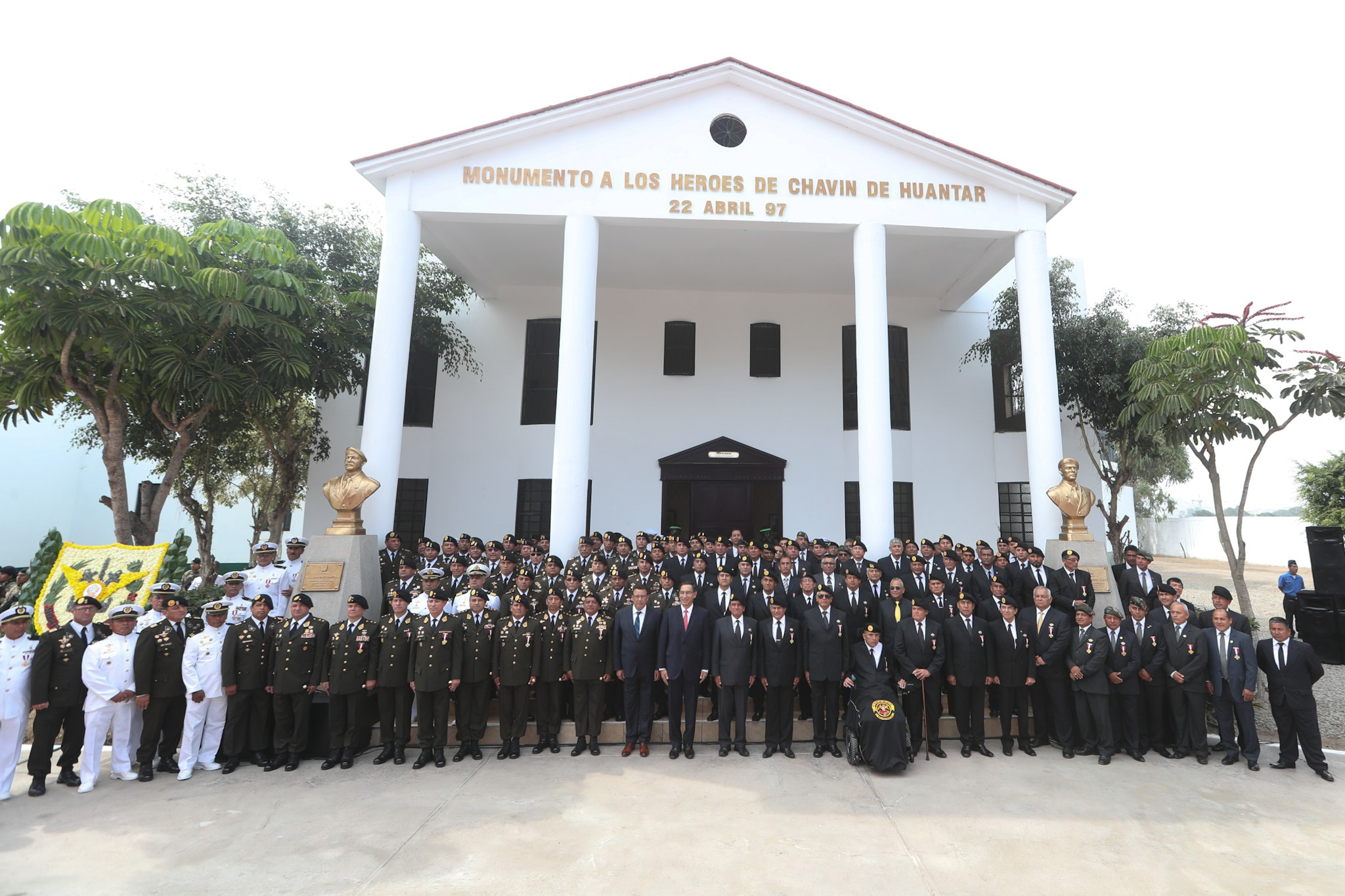
Presidente del Perú Martín Vizcarra en ceremonia de conmemoración de la operación (2018)

El 12 de diciembre de 2016, la Universidad San Ignacio de Loyola realizó un homenaje especial de reconocimiento a los héroes que participaron en la operación Chavín de Huantar. En dicha ceremonia, el rector de esa casa de estudios, Ramiro Salas, precisó: «Queremos rendir un justo y sincero homenaje a un acto heroico que devolvió al Perú la confianza y la fuerza para luchar, precisamente, por su libertad, democracia y por sus valores patrios».
El 19 de abril de 2017, el presidente Pedro Pablo Kuczynski condecoró con la Orden Militar de Ayacucho en el grado de gran cruz al estandarte de la operación militar Chavín de Huántar, conforme a la Resolución Suprema 031-2017-DE. La ceremonia de condecoración se llevó a cabo en el Patio de Honor de Palacio de Gobierno. Durante el evento asistieron los ministros de Estado, exrehenes del MRTA, entre otras autoridades e invitados.
Mediante Ley 30554, del 21 de abril de 2017, el Congreso de la República del Perú declaró héroes de la democracia a los comandos de la operación Chavín de Huántar, que en 1997 participaron en la operación de rescate. Asimismo, mediante Ley 30758, del 19 de abril de 2018, el Congreso peruano declaró defensores calificados de la democracia a los mineros y personal auxiliar que participaron en la construcción de los cuatro túneles que utilizaron los comandos en el operativo militar Chavín de Huántar.
En 2024, la presidenta Dina Boluarte elaboró un proyecto para ofrecer bonificaciones económicas mensuales a los participantes de la operación.

## Controversias
Durante el desarrollo de la operación, el exrehén Hidetaka Ogura observó que tres guerrilleros emerretistas que se habían rendido fueron abatidos. Este incidente generó inquietudes sobre una posible violación de los derechos humanos, lo que motivó una investigación por parte de antropólogos forenses. El Poder Judicial asumió el caso, pero el exagente de inteligencia Vladimiro Montesinos rechazó las acusaciones de ejecuciones extrajudiciales. En 2002, con la orden de detención de 12 implicados, el ente determinó que solo algunos de ellos serían investigados y procesados en el fuero civil, mientras que otros lo serían en el militar.
En 2011, la Comisión Interamericana de Derechos Humanos (CIDH) presentó ante la Corte Interamericana de Derechos Humanos (CorteIDH) la situación del fallecimiento del integrante del MRTA, Eduardo Nicolás Cruz Sánchez. Luego de realizarse una diligencia de reconstrucción de hechos, en 2015, se validó la denuncia de la CIDH al Estado por participar en una presunta «ejecución extrajudicial» de un terrorista durante la operación militar.  Si bien la Corte IDH determinó que la responsabilidad fue parcial según Gestión, no se ordenó pagar el pago de indemnización alguna pero sí el tratamiento psicológico hacia el hermano de Cruz Sánchez. No obstante, el Ministerio de Justicia del país intentó descartar que aquella muerte fuera parte de la operación Chavín de Huántar, además que negó que los comandos sean procesados.
La polémica volvió a encenderse en 2019 cuando se realizó una investigación del libro escolar (Historia Reciente del Perú: de 1960 al Bicentenario), por parte del Congreso de la República, sobre un texto referido a la sentencia de la Corte CIDH.